# Lagarde (Ariège)
Lagarde település Franciaországban, Ariège megyében. Lakosainak száma 210 fő (2022. január 1.). Lagarde La Bastide-de-Bousignac, Camon, Moulin-Neuf, Roumengoux, Saint-Quentin-la-Tour, Corbières és Tréziers községekkel határos.

## Népesség
A település népességének változása:
| Lakosok száma | 213  | 177  | 172  | 183  | 181  | 187  | 194  | 201  | 200  | 210  |
|               | 1968 | 1982 | 1990 | 2006 | 2013 | 2015 | 2017 | 2019 | 2020 | 2022 |